# Goerodes turkus
Goerodes turkus är en nattsländeart som beskrevs av Martin E. Mosely 1939. Goerodes turkus ingår i släktet Goerodes och familjen kantrörsnattsländor. Inga underarter finns listade i Catalogue of Life.